# Liste der Monuments historiques in Boutigny
Die Liste der Monuments historiques in Boutigny führt die Monuments historiques in der französischen Gemeinde Boutigny auf.

## Liste der Bauwerke
| Bezeichnung   | Beschreibung                  | Standort | Kennzeichnung | Schutzstatus | Datum | Bild           |
| ------------- | ----------------------------- | -------- | ------------- | ------------ | ----- | -------------- |
| Schloss Bélou | Erbaut im 17./18. Jahrhundert | (Lage)   | PA00087354    | Inscrit      | 1992  | weitere Bilder |

## Liste der Objekte

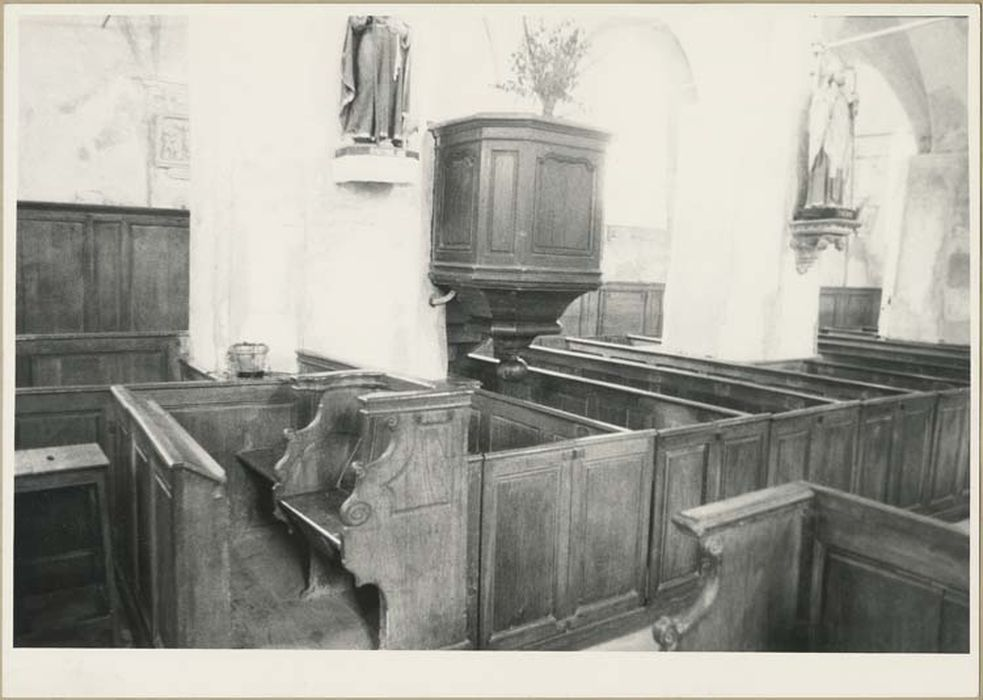
Bänke und Kanzel (um 1800) in der Kirche St-Médard

- Monuments historiques (Objekte) in Boutigny in der Base Palissy des französischen Kultusministeriums